# Raj (Iran)
Raj (perz. ری; ili Rej, grč. Ῥάγαι; Rhágai, lat. Rhagae) je najstariji grad u Teheranskoj pokrajini, odnosno sastavni dio glavnog iranskog grada Teherana. Grad je kroz povijest imao veliki značaj jer se nalazio na Putu svile.

## Povijest i kultura
Procijenjuje se kako je Raj star preko 5000 godina, a najznačajniji status imao je kao religijski centar Medijskog Carstva. U starom vijeku bio je poznat pod nazivom Rhagae. Spominje se nekoliko puta u starozavjetnim Apokrifima (Judita 1:5, 15; Tobija 1:14, 5:5, 6:10). Naziv Raj datira prije medijskog doba; neki povjesničari pripisuju njegove građevine starovjekovnim mitološkim monarsima, dok ostali vjeruju kako je Raj bio središte dinastije zoroastrijskih vladara.
Po broju povijesnih spomenika Raj je bogatiji od većine drugih starovjekovnih gradova Irana, među koje spadaju i 7200 godina staro naselje na brežuljku Češme-Ali, 3000 godina stara tvrđava Gebri, 1000 godina stara grobnica Bibi Šahrbanu, te odmorište Abasi-šaha. Grad Rej je i rodno mjesto brojnih iranskih umjetnika i znanstvenika kao što je Razi. Nakon mongolske invazije grad je jako oštećen nakon čega je postupno gubio na značaju u korist obližnjeg Teherana.
U Raju se nalazi i slavna grobnica šijitskog sveca Abdol Azim-šaha, kao i Togrulov toranj iz 12. stoljeća. Iz ranijeg razdoblja datira i grobnica posvećena princezi Šarbanu, najstarijoj kćeri posljednjeg vladara Sasanidskog Carstva. Ona se udala za Muhamedovog unuka Husajn ibn Alija, kojem je rodila Zajn al-Abidina, četvrtog svetog imama u šijitskom islamu. Prema navedenoj princezi nazvan je i obližnji brežuljak. Ipak, neki izvori tvrde kako je grobnica prvotno bila posvećena zoroastrijskoj božici Anahiti, te kako je preimenovana nakon dolaska islama. U neposrednoj blizini grada Raja satrap Bes ubio je Darija III., posljednjeg Ahemenidskog Perzijskog Carstva.

## Znamenitosti
- Češme-Ali:

Češme-Ali je nalazište nazvano prema prirodnom izvoru čije ime podrazumijeva „Alijevu česmu”. Od 1933. do 1936. godine arheolog Erich Schmidt u suradnji Sveučilišnog muzeja Pennsylvania i Bostonskog muzeja finih umjetnosti vodio je istraživanja koja su rezultirala pronalaskom 7000 godina starih artefakata. Neki od njih izloženi su u muzejima diljem Irana, te u Chicagu i Philadelphiji.
Brežuljak je nakon provedenih arheoloških istraživanja raskopan zbog urbanističkog proširenja 1980-ih i 1990-ih godina. Procijenjuje se kako je brdo bilo naseljeno oko 6000 godina. Budući kako je Raj zbog prekrasnog okoliša bio rekreacijski centar tijekom dinastije Kadžara, vladar Fate Ali-šah često je boravio u gradu. Godine 1831. portreti njega i nekih kadžarskih princeza urezani su u stijene brežuljka Češme Ali, a ukrašeni su ornamentima poezije.
- Togrulov toranj:

Ovaj spomenik izgrađen je 1140. godine i nazvan je prema seldžučkom vladaru Togrulu, koji je premjestio glavni grad iz Nišapura u Raj. Toranj je visine 20 metara, a fasada mu je potpornjima podijeljena u 22 dijela što neki tumače kao simboliziranje 24-satnog trajanja dana.
- Abasov karavan-saraj:

Abasov karavan-saraj je jedan od drevnih stambenih i poslovnih kompleksa, koji je služio kao prenoćište za trgovce koji su putovali Putem svile, te kao lokalno svetište. Nalazi se u neposrednoj blizini bazara. Odmorište se sastoji od četiri verande i okruženo je kamenjem sa svih strana, koji označavaju gabarite nekadašnje tržnice.
- Rajski bazar:

Rajski bazar (tržnica) smješten je sjeverno od grobnice Abdol Azim-šaha koja obuhvaća dvije četvrti i raskrižje na njihovom sjecištu. Dugo vremena tržnica je služila kao centar trgovine začinima, tradicionalnim biljem te ostalim dobrima koje su trgovci prenosili Putem svile. Bazar je građen od opeke, gline i žbuke, a datira iz safavidskog razdoblja (16. stoljeće).
- Toranj Nakare-hane:

Oktogonalni toranj poznat pod imenom Nakare-hane nalazi se na obroncima planine Tabarak. Podrum tornja pri dnu je povezan s vanjskom kulom, a predvorje je podignuto izvana. Ovaj spomenik koji je građen od kamena i žbuke ukrašen je cik-cak ornamentima i zidanim svodovima, a datira iz seldžučkog razdoblja.
- Tvrđava Gebri:

Budući kako je Raj od drevnih vremena bio naseljen sljedbenicima zoroastrizma, sačuvano je njihovo groblje. Zoroastrijski običaj bio je ostavljanje mrtvih na otvorenom zraku, a nakon raspadanja tijela preostale kosti bile bi pokapane u posebne grobnice. Naime, zoroastristi se nisu slagali s pokapanjem mrtvih u zemlju ili kremiranjem pokojnika. Grobnica Gebri sastoji se od visoke kružne strukture od 6 metara visine, sagrađene od kamena i morta. Datira iz 1. tisućljeća pr. Kr. (oko 3000 godina), a kroz povijest je nazivana raznim imenima: Hamušan, Ostvaran, Osthan-ran, Toranj smrti (Marg), Toranj tišine (Sokout).
- Kraljevski reljefi na Češme-Aliju:

Prema naredbi kadžarskog vladara Fateha Ali-šaha, u stijenama podno Češme-Alija urezani su portreti njegove kraljevske obitelji. Na južnim padinama planine nalaze se i ostatci reljefa sasanidskih vladara, koji su vjerojatno poslužili kao inspiracija Fatehu Ali-šahu. Urezani portreti prikazuju kadžarskog vladara s krunom na glavi i kopljem u ruci kojim gađa lava.

## Slavne osobe iz Raja
- Razi
- Amin Razi
- Harun al-Rašid
- Fahr al-Din al-Razi
- Najmedin Razi
- Morteza Avini
- Javad Nekounam
- Hadi Saei
- Ali-Reza Dabir
- Hamid Sourian
- Mehdi Kamrani

## Suvremeni Raj
Današnji Raj apsorbiran je u šire područje iranskog glavnog grada Teherana, a povezan je s ostatkom metropole teheranskom podzemnom željeznicom. Područje modernog Raja uglavnom je industrijska zona u kojoj se nalaze brojne tvornice. Ograničena arheološka istraživanja počela su 1997. godine u suradnji s Iranske organizacije za nasljeđe i turizam, Odjelom za arheološke znanosti sveučilišta u Bradfordu, te Odijelom za arheologiju teheranskog sveučilišta.

## Poveznice
- Teheran
- Grobnica Abdol Azim-šaha
- Grobnica Ebn-e Babuje
- Behešt-e Zahra

## Vanjske poveznice
- Organizacija za kulturu i nasljeđe u pokrajini Teheran (Tehranmiras.ir)  Arhivirana inačica izvorne stranice od 20. prosinca 2008. (Wayback Machine)
- Arheološko nalazište drevnog hrama žrtvenika pokraj Reja (Vohuman.org)
- Česhmeh Ali, Rej (IranTourOnline.com)  Arhivirana inačica izvorne stranice od 6. srpnja 2008. (Wayback Machine)
- Toranj Toqrol u Reju (IranTourOnline.com)  Arhivirana inačica izvorne stranice od 8. ožujka 2018. (Wayback Machine)
- Rej (Rhagae), Livius.org, Jona Lendering  Arhivirana inačica izvorne stranice od 5. lipnja 2011. (Wayback Machine)

Ostali projekti
|  | Zajednički poslužitelj ima još gradiva o temi Raj (Iran) |